# Poworsk
Poworsk (ukrainisch Поворськ; russisch Поворск, polnisch Powórsk) ist ein ukrainisches Dorf in der Oblast Wolyn. Es liegt im Rajon Kowel, etwa 30 Kilometer östlich der Rajonshauptstadt Kowel und 59 Kilometer nordwestlich der Oblasthauptstadt Luzk.

## Geschichte
Das Dorf wurde 1498 zum ersten Mal schriftlich erwähnt und gehörte bis zur Dritten polnischen Teilung zur Adelsrepublik Polen (in der Woiwodschaft Wolhynien), kam dann zum Russischen Reich, wo es im Gouvernement Wolhynien lag. Nach dem Ersten Weltkrieg gehörte es zunächst zur Westukrainischen Volksrepublik und fiel 1921 an Polen, wo es zur Woiwodschaft Wolhynien in den Powiat Kowel, Gmina Powórsk kam. Infolge des Hitler-Stalin-Pakts besetzte die Sowjetunion das Gebiet und machte den Ort im Januar 1940 zum Hauptort des gleichnamigen Rajons Poworsk, dieser wurde bald wieder aufgelöst, dem Rajon Manewytschi zugeschlagen und Poworsk blieb ein einfaches Dorf. Nach dem Überfall Deutschlands auf die Sowjetunion im Juni 1941 kam der Ort bis 1944 unter deutsche Herrschaft (im Reichskommissariat Ukraine), kam nach dem Zweiten Weltkrieg wieder zur Sowjetunion und wurde in die Ukrainische SSR eingegliedert, seit dem Zerfall der Sowjetunion 1991 ist Poworsk ein Teil der unabhängigen Ukraine.
Bis 1965 trug er den Namen Powursk (Повурськ), der Ort wuchs nach dem Bau der Eisenbahnstrecke von Kiew nach Kowel näher an die nördlich gelegene Bahnstrecke heran.

## Verwaltungsgliederung
Am 1. Juli 2016 wurde das Dorf zum Zentrum der neugegründeten Landgemeinde Poworsk (ukrainisch Поворська сільська громада/Poworska silska hromada). Zu dieser zählten auch noch die 10 in der untenstehenden Tabelle aufgelisteten Dörfer, bis dahin bildete es zusammen mit den Dörfern Huliwka, Oserne und Sajatschiwka die gleichnamige Landratsgemeinde Poworsk (Поворська сільська рада/Poworska silska rada) im Osten des Rajons Kowel.
Folgende Orte sind neben dem Hauptort Poworsk Teil der Gemeinde:
| Name                     | Name       | Name                     | Name       | Name |
| ukrainisch transkribiert | ukrainisch | russisch                 | polnisch   |      |
| ------------------------ | ---------- | ------------------------ | ---------- | ---- |
| Hrywjatky                | Грив'ятки  | Гривятки (Griwjatki)     | Hrywiatki  |      |
| Huliwka                  | Гулівка    | Гулевка (Gulewka)        | Hulewicze  |      |
| Koslynytschi             | Козлиничі  | Козлиничи (Koslinitschi) | Kozlinicze |      |
| Lukiwka                  | Луківка    | Луковка (Lukowka)        | Łukówka    |      |
| Oserne                   | Озерне     | Озёрное (Osjornoje)      | Jeziorno   |      |
| Pissotschne              | Пісочне    | Песочное (Pessotschnoje) | Piaseczno  |      |
| Sajatschiwka             | Заячівка   | Заячевка (Sajatschewka)  | Zajaczówka |      |
| Schkurat                 | Шкурат     | Шкурат                   | Szkurat    |      |
| Switle                   | Світле     | Светлое (Swetloje)       | Iwanówka   |      |
| Sytowytschi              | Ситовичі   | Ситовичи (Sitowitschi)   | Sitowicze  |      |